# Campari orange
Campari orange – koktajl alkoholowy.

## Składniki
- 1 część campari
- 3 części soku pomarańczowego
- plasterek pomarańczy
- lód

## Przygotowanie
Do wysokiej szklanki (long) nalewamy po kostkach lodu campari a następnie sok pomarańczowy. Na koniec dodajemy plasterek pomarańczy